# Zuiderhaaks

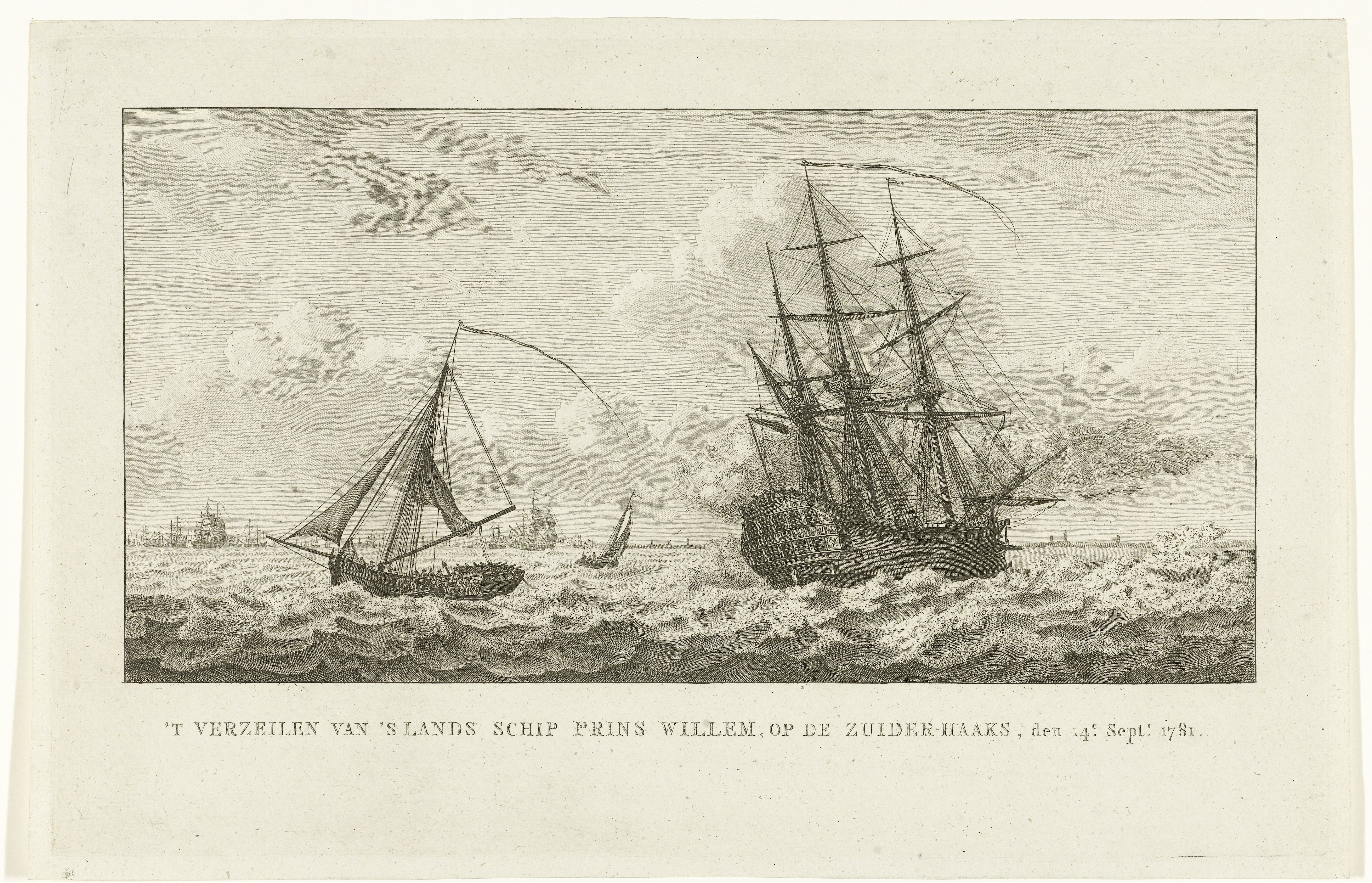
Schip Prins Willem vastgelopen op Zuiderhaaks in 1781

Zuiderhaaks is een zandbank voor de kust van Noord-Holland, ten zuiden van het eiland Noorderhaaks. Samen met Noorderhaaks maakt het deel uit van de zogenaamde Haaksgronden. 
In vroegere tijden is Zuiderhaaks een eiland geweest. Zo staan in de atlas Spieghel der Zeevaerdt van Lucas Janszoon Waghenaer (1585) zowel Noorderhaaks als Zuiderhaaks als eiland afgebeeld. 
Vermoedelijk dateert de ondergrond van Zuiderhaaks uit het Pleistoceen.
De hele omgeving is erg aan verandering onderhevig. De locatie en afmetingen van de diverse zandafzettingen zoals Zuiderhaaks, Noorderhaaks en Onrust variëren nogal in de tijd: soms komen platen samen of drijven ze juist weer uit elkaar en de huidige Zuiderhaaks komt weer boven water.